# Potamotrygon schuemacheri
Potamotrygon schuemacheri é uma espécie de peixe da família Potamotrygonidae.
Pode ser encontrada nos seguintes países: Argentina, Paraguai e possivelmente em Brasil.
Os seus habitats naturais são: rios.
Está ameaçada por perda de habitat.